# 若泽·埃夫拉尔
若泽·埃夫拉尔（法語：José Évrard，法語發音：[ʒoze evʁaʁ]；1945年7月17日—2022年1月7日），法国政治人物，曾任国民议会议员。

## 生平
1945年生于法国加来海峡省科希阿拉图尔。父亲是矿工，母亲是家庭主妇。他从事邮递员的工作，1965年加入法国共产党，并于2001年退出。2013年加入国民阵线。2015年至2017年任加来海峡省议会议员。
2017年在加来海峡省第3选区当选法国国民议会议员。同年因反对玛丽娜·勒庞的欧洲怀疑主义立场，而加入弗洛里安·菲利波特领导的爱国者党。2020年加入极右翼政党法国崛起，并参加上法兰西大区议会选举，但在第一轮投票中排名第六，无缘第二轮。
他反对政府控制2019冠状病毒病传播的措施。2021年10月与人联合签署了一项议会动议，要求成立一个委员会，以调查2019冠状病毒病疫苗的潜在副作用。
2022年1月7日因2019冠状病毒病逝世，终年76岁。